# Cureggia
Cureggia è un quartiere di 171 abitanti del comune svizzero di Lugano, nel Canton Ticino.

## Geografia fisica
Confina coi quartieri di Pregassona (a nord e a ovest), Viganello (a sud-ovest) e Brè-Aldesago (a sud e a est).

## Storia
Attestato per la prima volta nella forma Curezia nel 1329, quale possedimento della diocesi di Como, Cureggia nel 1454 è citato in un atto di vendita di terreni alla comunanza di Sonvico; nel XV secolo dovette fornire di un soldato al ducato di Milano.
L'isolamento del paese, raggiungibile solo attraverso un sentiero che risaliva da Pregassona, fu rotto soltanto nel 1956, quando venne costruita una strada che ne favorì lo sviluppo. Cureggia divenne residenza di personaggi celebri del cinema come Karlheinz Böhm, Sabina Bethmann e Arthur Maria Rabenalt.

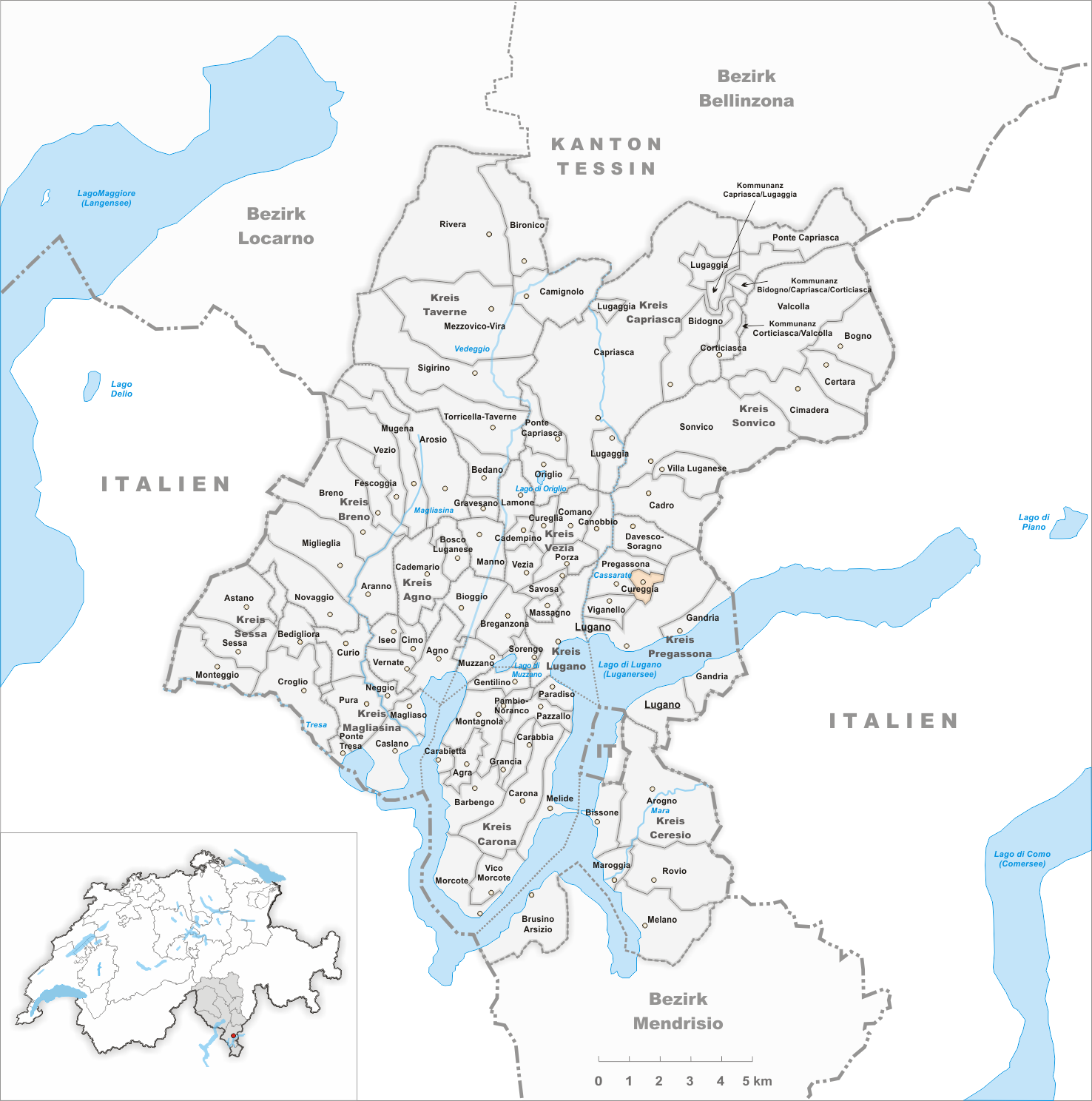
Il territorio del comune di Cureggia prima degli accorpamenti comunali del 2004

Già comune autonomo che si estendeva per 0,69 km², nel 2004 è stato accorpato a Lugano assieme agli altri comuni soppressi di Breganzona, Davesco-Soragno, Gandria, Pambio Noranco, Pazzallo, Pregassona e Viganello.

## Monumenti e luoghi d'interesse
- Chiesa di San Gottardo, attestata dal 1561[1].

## Società

### Evoluzione demografica
L'evoluzione demografica è riportata nella seguente tabella:
Abitanti censiti

## Amministrazione
Ogni famiglia originaria del luogo fa parte del cosiddetto comune patriziale e ha la responsabilità della manutenzione di ogni bene ricadente all'interno dei confini del quartiere.